# Ковдорскит
Ковдорскит — редкий минерал, водный фосфат магния. Химическая формула: Mg2(PO4)(OH)*3H2O. 
Минерал характеризуется двойной окраской, внутри кристаллы голубые, а по краям розовые.
Открыт Ю. Л. Капустиным с коллегами в 1969 году. Назван по местонахождению - Ковдорский массив, Кольский полуостров, Россия.
Известен только на Кольском полуострове в Ковдорском массиве.